# Спишске-Влахи
Спи́шске-Вла́хи (словац. Spišské Vlachy, нем. Wallendorf, венг. Szepesolaszi) — город в восточной Словакии, расположенный на реке Горнад. Население — около 3,5 тысяч человек.

## История
Спишске-Влахи возникли в начале XII века. В 1243 король Бела IV даровал Спишске-Влахи городские права. Город был одним из центров немецкой колонизации Спиша.

## Население
| Год:                | 1994 | 2004    | 2014    | 2024    |
| ------------------- | ---- | ------- | ------- | ------- |
| Количество человек: | 3434 | 3550    | 3577    | 3295    |
| Разница:            |      | +3,37 % | +0,76 % | −7,88 % |

## Достопримечательности
- Романский костёл св. Иоанна Крестителя
- Лютеранская кирха
- Ратуша